# 1909 au Québec
Cet article traite des événements survenus en 1909 au Québec. 

## Événements

### Janvier
- 21 janvier : le premier ministre Lomer Gouin procède à un remaniement ministériel à la suite de la démission d'Adélard Turgeon. Jérémie-Louis Décarie lui succède au ministère de l'Agriculture et Joseph-Édouard Caron devient ministre sans portefeuille[1].

### Février
- 2 février : 
  - Adélard Turgeon devient conseiller législatif[1].
  - les libéraux Antonin Galipeault et Jérémie-Louis Décarie remportent sans problème les élections partielles de Bellechasse et de Hochelaga[2].

### Mars
- 3 mars : ouverture de la deuxième session de la 12e législature (en). Le discours du Trône annonce la construction de nouveaux chemins de colonisation, un nouveau programme de lutte contre la tuberculose et une nouvelle législation sur les accidents de travail[3].
- Mars : le gouvernement Gouin adopte la loi sur la responsabilité dans les accidents de travail. L'employeur doit désormais démontrer qu'il n'y a pas eu négligence de sa part lorsqu'un de ses employés a eu un accident[4].
- 8 mars : lors d'un discours-fleuve à l'Assemblée législative, le député nationaliste Henri Bourassa réclame un développement responsable des richesses naturelles du Québec[5].
- 11 mars : lors de son discours du budget, le trésorier William Alexander Weir annonce un surplus d'un peu plus de 1 000 000 $, ce qui est sans précédent dans l'histoire du Québec depuis les débuts de la Confédération[6].

### Avril
- 25 avril : l'Assemblée législative adopte une nouvelle loi sur la pratique médicale imposant aux futurs médecins des études d'une durée d'au moins cinq ans. Celles-ci comprendront entre autres des cours de bactériologie, de dermatologie et de pédiatrie[7].
- 27 avril : 
  - le gouvernement Gouin crée une commission devant enquêter sur la corruption au conseil municipal de Montréal[8].
  - l'Assemblée législative adopte unanimement une résolution réclamant au gouvernement fédéral l'annexion par le Québec du territoire de l'Ungava au nord du 52e parallèle[9].

### Mai
- 6 mai : le Parti socialiste inaugure son premier local à Montréal[10].
- 14 mai : le député libéral dissident de Terrebonne, Jean Prévost, accuse son collègue John Hall Kelly, député libéral de Bonaventure, d'avoir fait concéder des terres dans le but de faire de la spéculation. Il obtient la création d'un comité d'enquête[2].
- 18 mai : le journaliste Olivar Asselin gifle le ministre Louis-Alexandre Taschereau en plein Parlement. Peu après, il est appréhendé par la police[11].
- 25 mai : Olivar Asselin est condamné à quinze jours de prison pour sa gifle à Louis-Alexandre Taschereau[2].
- 28 mai : un ancien orateur de l'Assemblée législative, Philippe-Honoré Roy, est condamné à cinq ans de prison pour avoir falsifié les livres de la Banque Saint-Jean alors qu'il en était le président[2].
- 29 mai : la session est prorogée. La dernière loi adoptée par le gouvernement Gouin est celle interdisant l'exportation de bois à pâte coupée sur les terres publiques. Son but est le développement de l'industrie québécoise de transformation de bois[12].

### Septembre
- 4 septembre : à Rivière-au-Renard, les pêcheurs protestent violemment contre le nouveau prix d'achat imposé par la William Fruing & Company, la compagnie qui achète leurs poissons[13].
- 6 septembre : Charles Brien, le propriétaire de la compagnie, signe finalement une entente avec les pêcheurs[13].
- 8 septembre : Charles Brien porte plainte contre 40 pêcheurs et les accuse d'incitation à l'émeute. L'arrivée de deux navires de guerre au large du village l'y a sans doute encouragé car il avait demandé l'aide du gouvernement fédéral[13].
- 19 septembre au 1er novembre : le clergé catholique tient son premier concile plénier à Québec[14].
- 20 septembre : un référendum municipal a lieu à Montréal sur la création d'un bureau de contrôle limitant le pouvoir des échevins soupçonnés de corruption. Le « oui » récolte 18 500 voix et le « non », 2 500[15].
- 24 septembre : le Congrès des métiers et des arts du Canada (CMTC) tient son premier congrès à Québec. Son président sortant, Alphonse Verville, est accusé ouvertement de ne pas assez défendre les ouvriers[16].
- 26 septembre : vingt-quatre pêcheurs de Rivière-au-Renard passent en procès pour incitation à l'émeute. Vingt-deux d'entre eux sont reconnus coupables. Parmi eux, 17 sont libérés sous condition et 5 sont condamnés à des peines variant de 8 à 11 mois[17].

### Novembre
- Novembre : plusieurs compagnies de chemins de fer fusionnent pour former la Quebec Railway Light, Heat and Power Company. Son président est Rodolphe Forget[18].
- 12 novembre : les libéraux Eugène Merrill Lesieur Désaulniers et Clément Robillard (en) remportent les élections partielles de Chambly et de Montréal no 2. Un candidat du Parti ouvrier, Joseph-Alphonse Langlois (en) remporte celle de Saint-Sauveur, ce qui cause une certaine surprise chez une population habituée au bipartisme[19].
- 13 novembre : Louis-Amable Jetté devient juge en chef de la Cour d'Appel[20].
- 18 novembre : Jérémie-Louis Décarie devient secrétaire provincial, succédant ainsi à Louis-Rodolphe Roy (en)[2].

### Décembre
- 4 décembre : l'homme d'affaires John Ambrose O'Brien fonde l'équipe de hockey des Canadiens de Montréal[21].
- 6 décembre : le libéral Louis-Auguste Dupuis (en) remporte l'élection partielle de Kamouraska[22].
- 20 décembre : le rapport de la commission Cannon sur la corruption à l'Hôtel de ville de Montréal est accablant. Vingt-trois conseillers municipaux, dont Médéric Martin, ont reçu divers pots-de-vin pendant leur mandat. Le corps de police est également atteint et la prostitution est ouvertement tolérée dans certaines rues de la ville[23].
- 30 décembre : la ville de Québec annexe Limoilou sur la rive est de la rivière Saint-Charles.
- 31 décembre : une explosion de cause accidentelle fait une quarantaine de blessés à la gare Viger de Montréal[24].

## Naissances
- 3 février - Ernest Pallascio Morin (journaliste et écrivain) († 26 février 1998)
- 1 mars - Paul Haynes  (joueur de hockey)  († 12 mai 1989)
- 15 mars - Lucille Desparois (auteur, animatrice à la radio, Tante Lucille) († 21 octobre 1996)
- 22 mars - Louis Bisson (aviateur) († 19 septembre 1997)
- 25 mars - Lucien L'Allier (ingénieur) († 17 mars 1978)
- 5 avril - Frank Hanley (homme politique) († 23 août 2006)
- 5 mai - Pierre Tisseyre (journaliste) († 3 mars 1995)
- 8 mai - Samuel Boulanger (homme politique) († 13 juillet 1989)
- 21 mai - François-Albert Angers (économiste) († 14 juillet 2003)
- 31 mai - Aurore Gagnon (enfant martyre) († 12 février 1920)
- 15 août - Maurice Breton (avocat et homme politique) († 3 juin 2001)
- 18 août - Gérard Filion (journaliste) († 26 mai 2005)
- 8 décembre - Gratien Gélinas (acteur) († 16 mars 1999)
- 12 décembre - Camille Ducharme (acteur) († 26 avril 1984)

## Décès
- 11 février - Maurice Perrault (homme politique) (º 12 juin 1857)
- 5 mars - Jacques Grenier (ancien maire de Montréal) (º 20 janvier 1823)
- 18 avril - Joseph Pilon (agriculteur, homme d'affaires et homme politique) (º 27 mars 1826)
- 5 juin - Joseph-Thomas Duhamel (personnalité religieuse) (º 6 novembre 1841)
- 20 octobre - Henri-Gédéon Malhiot (homme politique) (º 22 mars 1840)
- 27 octobre - James William Bain (marchand et homme politique) (º 22 juin 1838)